# 第二次張俊雄內閣
第二次張俊雄內閣是指2007年5月21日至2008年5月20日，由時任行政院院長張俊雄所領導的中華民國內閣，為陳水扁政府任內最後一屆內閣。
2007年5月12日，時任閣揆蘇貞昌在參選民進黨總統初選落敗後請辭獲准；5月14日，總統陳水扁任命前行政院院長張俊雄回鍋出任閣揆。2008年1月28日，張俊雄因第7屆立法委員選舉執政黨大敗而請辭，獲陳水扁總統慰留；同年3月，2008年中華民國總統選舉執政黨候選人落敗確定政黨輪替，內閣隨即進入看守階段，至5月20日第12任總統馬英九宣誓就職後，由劉兆玄內閣承接。

## 內閣成員（成立時）
| - 行政院院長：張俊雄民進 - 行政院副院長：邱義仁民進 - 行政院祕書長：陳景峻民進 - 內政部部長：李逸洋民進 - 外交部部長：黃志芳 - 國防部部長：李天羽國民 - 財政部部長：何志欽 - 教育部部長：杜正勝 - 法務部部長：施茂林 - 經濟部部長：陳瑞隆 - 交通部部長：蔡堆國民 - 蒙藏委員會委員長：許志雄 - 僑務委員會委員長：張富美民進 - 衛生署署長：侯勝茂 - 環境保護署署長：陳重信（政務副署長暫代）民進 - 海岸巡防署署長：王進旺 - 經濟建設委員會主任委員：何美玥 - 大陸委員會主任委員：陳明通民進 - 國軍退除役官兵輔導委員會主任委員：胡鎮埔 - 青年輔導委員會主任委員：鄭麗君民進 - 原子能委員會主任委員：蘇獻章 - 國家科學委員會主任委員：陳建仁 | - 研究發展考核委員會主任委員：施能傑 - 農業委員會主任委員：蘇嘉全民進 - 文化建設委員會主任委員：翁金珠民進 - 勞工委員會主任委員：盧天麟民進 - 公平交易委員會主任委員：湯金全民進 - 公共工程委員會主任委員：吳澤成（兼政務委員） - 體育委員會主任委員：楊忠和 - 客家委員會主任委員：李永得民進 - 原住民族委員會主任委員：夷將·拔路兒民進 - 消費者保護委員會主任委員：邱義仁 - 中央選舉委員會主任委員：張政雄 - 金融監督管理委員會主任委員：胡勝正民進 - 飛航安全委員會主任委員：吳靜雄 - 北美事務協調委員會主任委員：林芳玫民進 - 國家通訊傳播委員會主任委員：蘇永欽國民 - 新聞局局長兼行政院發言人：謝志偉民進 - 主計處主計長：許璋瑤 - 人事行政局局長：周弘憲 - 中央銀行總裁：彭淮南國民 - 國立故宮博物院院長：林曼麗 - 不管部會政務委員：林錫耀民進、劉玉山、林逢慶、黃輝珍國民 |

## 內閣成員（總辭時）
注意：僅列出異動部份
- 行政院副院長：懸空
- 外交部代理部長：楊子葆
- 國防部部長：蔡明憲民進
- 財政部代理部長：李瑞倉
- 文化建設委員會主任委員：王拓民進
- 青年輔導委員會主任委員：林岱樺民進